# Euphorbia uniflora
Euphorbia uniflora là một loài thực vật có hoa trong họ Đại kích. Loài này được Raf. mô tả khoa học đầu tiên năm 1808.